# Valoració (finances)
En finances la valoració o estimació és el procés d'estimar el valor d'un actiu (per exemple: accions, opcions, empreses o actius intangibles com ara patents i marques registrades) o d'un passiu (per exemple: títols de deute d'una companyia). El procés de valoració és molt important en moltes situacions incloent anàlisi d'inversió, pressupost de capital, fusions i adquisicions, etc.
És important observar que la valoració és tant un art com una ciència perquè requereix el judici del professional intervinent. Generalment s'utilitzen diversos mètodes de valoració en diferents escenaris, obtenint diferents avaluacions de l'actiu objectiu en funció del mètode emprat i l'escenari triat. D'aquesta manera, pot apreciar-se que els mètodes de valoració no són excloents entre si, sinó que la utilització de més d'un d'ells, permet als analistes oferir una opinió que contempli diferents punts de vista.

## Valoració d'actius
La valoració d'actius financers es fa usant un o més d'aquests mètodes o models:
- Models de valoració absoluts: determinen el valor estimant els fluxos de fons futurs previstos de l'actiu descomptats al seu valor actual conegut com a Mètode Fluxos de Fons Descomptats (DCF per la seva sigla en anglès).
- Models de valoració relatius: determinen el valor basat en els preus de mercat d'actius similars.
- Models de valoració d'opcions: s'utilitza per a certs tipus d'actius financers derivats (ex.: warrants, opcions sobre accions, opcions sobre una altra classe d'actius, futurs, etc.) són models complexos del valor actual. El mètode més comú per a la valoració d'opcions comunes és el model.

## Valoració d'empreses
Realitzar una correcta valoració d'empreses depèn en gran part de la fiabilitat de la informació financera de la companyia. En les empreses amb emissió pública d'accions els estats financers o estats comptables són revisats per comptadors públics i supervisats per l'ens control estatal respectiu (Comissió Nacional de Valors). Mentre les companyies privades no tenen aquest control per part del govern i moltes vegades els estats comptables són elaborats per reduir la base imposable tributària. La informació financera inexacta pot conduir a la sobre o infravaloració. Per aquestes raons, en una adquisició, el comprador sol ordenar una auditoria de compra o "Due Dilligence" per validar les informacions proveïdes pel venedor.
Els estats financers es preparen d'acord amb les normes comptables vigents a cada país (USGAAP als Estats Units, Normes Comptables Professionals de la FACPCE a l'Argentina, etc.) i expressen els valors dels actius al seu valor de cost o reposició.
La valoració d'empreses és un procés complex que comprèn una sèrie d'etapes que els analistes encarregats de la realització han de completar, a saber:
- Conèixer l'empresa i la seva cultura.
- Conèixer al management de l'empresa.
- Conèixer el negoci i el seu entorn.
- Preveure el futur del sector i de la companyia.

Una vegada complertes les etapes esmentades, s'està en condicions d'obtenir la valoració de l'empresa en qüestió. La valoració no és una ciència exacta, no existeix un únic valor per a una companyia, sinó un rang de possibles valors.

## Mètodes de valoració
Cada mètode de valoració té un risc inherent d'error, per això, els analistes utilitzen generalment més d'un mètode en forma simultània. D'aquesta manera s'obtenen una sèrie de dades basades en diversos escenaris i metodologies que possibiliten disminuir el risc de desviament i una valoració més precisa.

### Models de valoració absoluts
Mètode de flux de fons descomptats (DCF per la seva sigla en anglès): consisteix a calcular els fluxos de liquiditat futurs ajustats segons el seu valor en el temps, descomptats a una taxa que representi el cost d'oportunitat d'obtenció del capital emprat. El valor total de l'empresa es compon del valor actual dels fluxos de fons dins del període de pronòstic més un valor de continuació que representi els fons de liquiditat després del període del pronòstic.

### Models de valoració relatius
Determinen el valor basat en els preus de mercat d'actius similars, consisteix a determinar el valor d'una companyia prenent com a base el valor d'una companyia similar.
- El múltiple més àmpliament utilitzat és el ràtio preu-benefici (PER, price earnings ratio en anglès) d'una empresa similar que actuï en la mateixa indústria.

- Altres múltiples: En sectors on hi ha informació general de diverses companyies comparables, solen usar-se múltiples d'indicadors de les empreses del sector que relacionen el valor de l'empresa (VA) amb algun paràmetre que s'estima rellevant a efectes de valorar la companyia.
  - VA/Vendes netes
  - VA/EBITDA (resultat abans d'interessos, impostos i amortitzacions)
  - VA/EBIT (Resultat abans d'interessos i impostos)
  - També s'utilitzen múltiples referits a variables pròpies del mercat en qüestió, com a quantitat d'abonats, quantitat de m² afectats a l'activitat, etc.